# Spe salvi
Spe salvi (latín: Salvados en esperanza) es el nombre de la segunda encíclica del papa Benedicto XVI, firmada el 30 de noviembre de 2007 y presentada ese mismo día (la Santa Sede dio a conocer en esa fecha las versiones latina, alemana, española, francesa, inglesa, italiana, polaca y portuguesa).
Está dedicada al tema de la esperanza y se apoya fundamentalmente en la Epístola a los romanos de san Pablo. El título hace referencia al versículo 24 del capítulo octavo de esa carta paulina:

Spe enim salvi facti sumus; spes autem, quae videtur, non est spes; nam, quod videt, quis sperat
Porque nuestra salvación es en esperanza; y una esperanza que se ve, no es esperanza, pues ¿cómo es posible esperar una cosa que se ve?
Rom 8,24

## Estructura
La encíclica comprende una breve introducción y ocho partes, con los títulos siguientes:
1. La fe es esperanza
2. El concepto de esperanza basado en la fe del Nuevo Testamento y en la Iglesia primitiva
3. La vida eterna
4. ¿Es individualista la esperanza cristiana?
5. La transformación de la fe-esperanza cristiana en el tiempo moderno
6. La verdadera fisonomía de la esperanza cristiana
7. Lugares de aprendizaje y de ejercicio de la esperanza
8. María, estrella de la esperanza.

## Síntesis
Ante el sombrío panorama de crisis internacionales, conflictos bélicos, terrorismo, desequilibrios económicos, problemas medioambientales, desorden moral y corrupción política, muchos cristianos, y hombres en general, pierden la esperanza y se sienten tentados a caer en el pesimismo y a abandonar la lucha. Frente a esta situación, Benedicto XVI, sale al encuentro en esta Encíclica presentando en horizonte de esperanza y animando a trabajar y a esforzarse para hacer frente a los males de nuestro tiempo, combatiéndolos con coraje.
Una de las afirmaciones clave de la encíclica es: «Quien tiene esperanza vive de otra manera, una vida nueva». Por eso, el papa quiere ofrecer un horizonte de esperanza a la humanidad y afirma que la vida "no acaba en el vacío". Precisamente este saber distingue a los cristianos.
Señala el papa que el marxismo ha dejado una destrucción desoladora. Pese a los agudos análisis de Marx, este olvidó que el hombre es libre y que un mundo sin libertad no sería un mundo bueno. Esta libertad necesita una esperanza que la oriente en medio del sufrimiento, las frustraciones y los fracasos de la existencia y de la historia. Habrá un Juicio de Dios, «que es nuestro consuelo y esperanza».
Afirma que el progreso material ha traído nuevas posibilidades para el bien, pero también abismales posibilidades para el mal. La ciencia no redime al hombre, el hombre es redimido solo por el amor de Dios, el Dios que nos sigue amando «hasta el extremo».
Anima a una autocrítica del cristianismo que ha de superar la tentación de una religiosidad individualista. El cristiano, animado por la esperanza, ha de ser para los otros, ha de solidarizarse con todos.
Benedicto XVI subraya en el texto la doctrina sobre la existencia del purgatorio como dolor que transforma para el amor y del infierno como cerrazón definitiva al don de la alegría eterna, pero también precisa: si el Juicio Final fuera «pura justicia, podría ser al final solo un motivo de temor» para los hombres y que «en cambio la gracia nos permite esperar y encaminarnos llenos de confianza al encuentro con el Juez».
Según el pontífice, es «imposible» que la «injusticia» de la historia sea la última palabra: «Dios es justicia y crea justicia. Este es nuestro consuelo y nuestra esperanza».
El papa afirma que Jesús no trajo al mundo un mensaje «socio-revolucionario», sino algo mucho mayor: «el encuentro con el Dios vivo, con una esperanza más fuerte que los sufrimiento de la esclavitud y que por ello transforma desde dentro la vida y el mundo». Según el pontífice, Cristo hace verdaderamente libre al hombre y no somos esclavos del universo ni de las leyes y casualidad de la materia: «No son los elementos del cosmos lo que gobiernan el mundo y el hombre, sino que es un Dios personal quien gobierna las estrellas, es decir el universo. Somos libres porque el cielo no está vacío, porque el Señor del universo es Dios que en Jesús se ha revelado como Amor».
Termina con una mención al himno mariano Ave maris stella y un recorrido por toda la vida de María como ejemplo de esperanza: «Santa María, tú fuiste una de aquellas almas humildes y grandes en Israel que, como Simeón, esperó “el consuelo de Israel” (Lc 2,25) y esperaron, como Ana, “la redención de Jerusalén” (Lc 2,38)».

## Análisis digital del texto
El análisis del texto del documento con un recurso de Procesamiento de Lenguaje Natural (Voyant tools) revela que el corpus contiene un total de 19 312 palabras y 3512 términos únicos, con un promedio de 25,1 palabras por oración.
Los 10 términos más frecuentes en el corpus son: esperanza (168); Dios (158); vida (122); mundo (80); fe (74); hombre (64); amor (59); Cristo (40); libertad (34) y sufrimiento (32).
La siguiente imagen representa una nube de palabras con los 100 términos más frecuentes, donde el tamaño de cada término es proporcional a la frecuencia con que aparece en el texto:

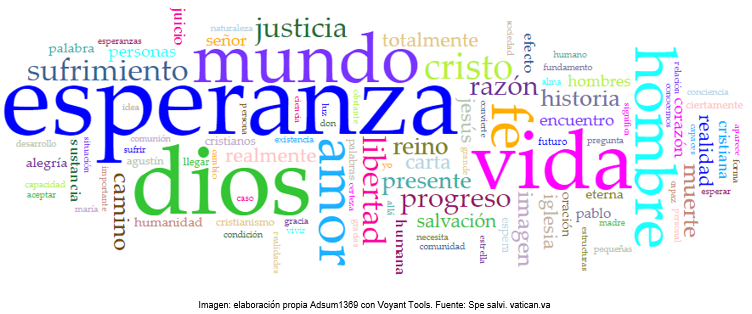
Encíclica Spe salvi. Benedicto XVI. Nube de palabras

La distribución a lo largo del documento de los 5 términos más frecuentes puede visualizarse en la siguiente imagen, donde el documento se divide en 10 partes para facilitar la localización:

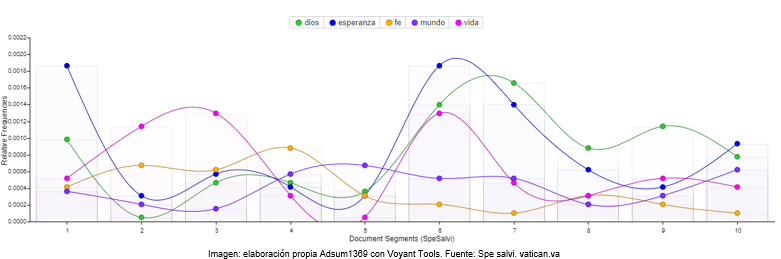
Encíclica Spe salvi de Benedicto XVI. Gráfico de tendencias de los 5 términos más utilizados dentro del documento

En el gráfico siguiente  se pueden visualizar las concordancias entre sí de los términos más utilizados, donde el grosor de las líneas que unen las términos es proporcional a la frecuencia en que las palabras aparece cercanas:

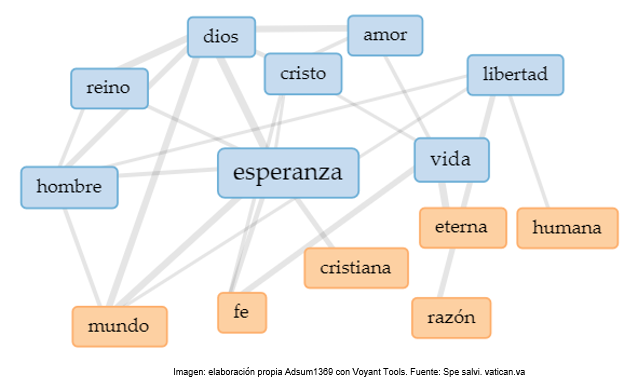
Encíclica Spe salvi de Benedicto XVI. Gráfico de concordancias entre los términos más utilizados